# Horný Kalník
Horný Kalník (ungarisch Felsőkálnok – bis 1873 Felsőkelnik) ist eine Gemeinde im Norden der Slowakei mit 197 Einwohnern (Stand 31. Dezember 2024), die zum Okres Martin, einem Teil des Žilinský kraj, gehört und zur traditionellen Landschaft Turiec gezählt wird.

## Geographie

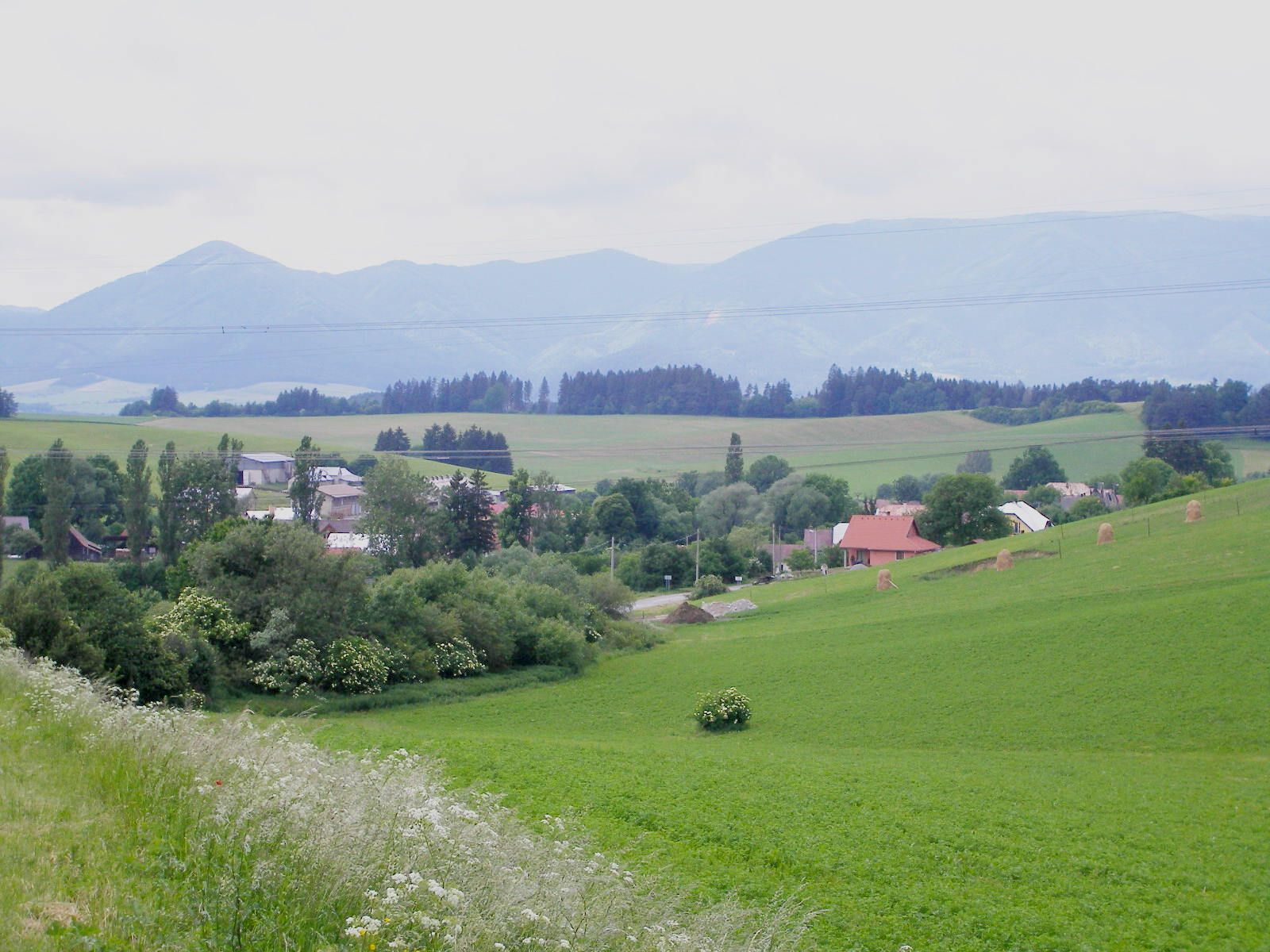
Blick auf Horný Kalník

Die Gemeinde befindet sich im nördlichen Teil des Turzbeckens (slowakisch Turčianska kotlina) im Einzugsgebiet des Turiec. Das Ortszentrum liegt auf einer Höhe von 445 m n.m. und ist sechs Kilometer von Martin entfernt.
Nachbargemeinden sind Dolný Kalník im Norden, Turčianske Jaseno im Osten, Belá-Dulice im Süden, Žabokreky im Südwesten und Dražkovce im Westen.

## Geschichte

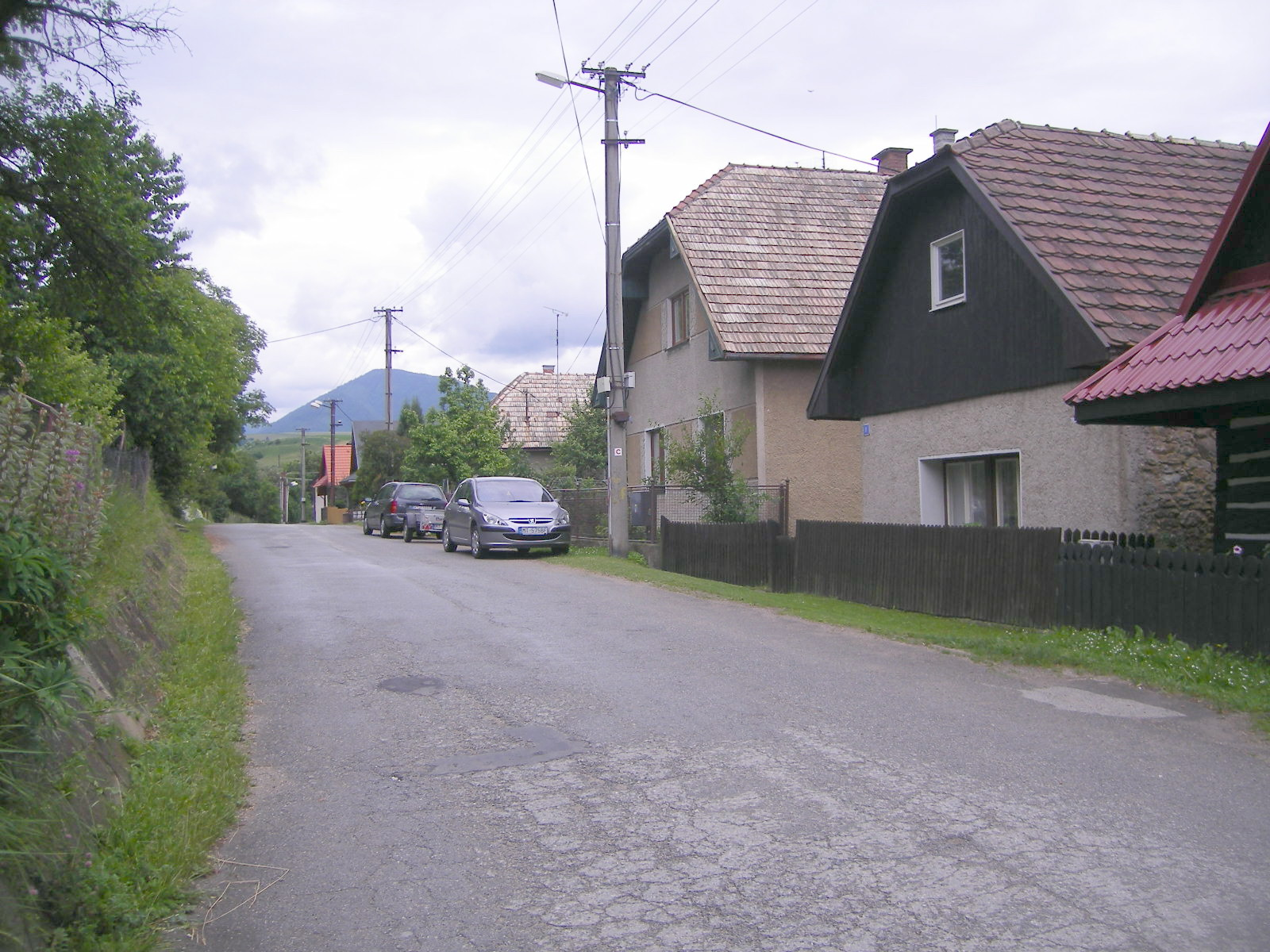
Straßenansicht

Horný Kalník entstand durch Aufspaltung des ursprünglichen Orts Kalník und wurde zum ersten Mal 1375 als duo Kalnok schriftlich erwähnt. Ab 1437 war das Dorf Besitz des Geschlechts Plathy, im 18. Jahrhundert des Geschlechts Szenessy. 1785 hatte die Ortschaft 21 Häuser und 138 Einwohner, 1828 zählte man 15 Häuser und 151 Einwohner, die als Landwirte beschäftigt waren.
Bis 1918 gehörte der im Komitat Turz liegende Ort zum Königreich Ungarn, kam danach zur Tschechoslowakei beziehungsweise heute Slowakei. Auch in der ersten tschechoslowakischen Republik war Horný Kalník ein landwirtschaftlich geprägtes Dorf.
Der Name ist nach dem trüben (slowakisch kalný) Wasser im örtlichen Bach benannt.

## Bevölkerung
| Jahr                | 1994 | 2004  | 2014     | 2024     |
| ------------------- | ---- | ----- | -------- | -------- |
| Anzahl der Personen | 120  | 156   | 176      | 197      |
| Unterschied         |      | +30 % | +12,82 % | +11,93 % |

| Jahr                | 2023 | 2024    |
| ------------------- | ---- | ------- |
| Anzahl der Personen | 190  | 197     |
| Unterschied         |      | +3,68 % |

Nach der Volkszählung 2011 wohnten in Horný Kalník 159 Einwohner, alle davon Slowaken.
97 Einwohner bekannten sich zur Evangelischen Kirche A. B., 42 Einwohner zur römisch-katholischen Kirche, zwei Einwohner zu den Siebenten-Tags-Adventisten und ein Einwohner zur griechisch-katholischen Kirche. 16 Einwohner waren konfessionslos und bei einem Einwohner wurde die Konfession nicht ermittelt.